# Dreams Worth More Than Money
Dreams Worth More Than Money is het tweede studioalbum van de Amerikaanse rapper Meek Mill. Het album werd op 29 juni 2015 uitgegeven onder Dream Chasers, Maybach Music Group en Atlantic. Rick Ross is de uitvoerend producent op het album.

## Achtergrond
Het album stond gepland voor uitgave in 2014, maar omdat Meek Mill naar de gevangenis moest op 11 juli dat jaar, werd het album uitgesteld tot na zijn vrijlating. 